# 中西良介
中西 良介（なかにし りょうすけ、1892年11月20日 - 1975年4月5日）は、日本の陸軍軍人、最終階級は陸軍中将。

## 経歴
兵庫県出身。1916年（大正5年）5月、陸軍士官学校（28期）を卒業。同年12月、歩兵少尉に任官。1926年（大正15年）12月、陸軍大学校（38期）を卒業
1934年（昭和9年）8月、陸大教官。1938年（昭和13年）3月、陸軍大佐。同年5月、ブラジル大使館付武官、翌年8月、参謀本部付。1940年（昭和15年）3月、浜松陸軍飛行学校教官、同年12月、鉾田陸軍飛行学校幹事。1941年（昭和16年）7月、第17飛行団長、同年8月、陸軍少将。
1942年（昭和17年）8月、第4飛行団長、ビルマ航空戦で活躍、東印ティンスキヤ空爆などを指揮。1943年（昭和18年）12月、陸軍航空審査部本部長。1944年（昭和19年）10月、第5航空軍参謀長、1945年（昭和20年）3月、陸軍中将。朝鮮半島の京城で終戦。
1948年（昭和23年）1月31日、公職追放仮指定を受けた。

## 親族
- 義父 竹下平作（陸軍中将）
- 義兄 阿南惟幾（陸軍大将）・奥田千里（陸軍大佐）
- 義弟 竹下正彦（陸軍中佐、陸将）
- 曽孫 中西大地 (外務省経済局主任)

## 栄典
勲章
- 1944年（昭和19年）3月7日  - 勲二等瑞宝章[2]